# Blonde on Blonde
Blonde on Blonde je sedmé studiové album amerického písničkáře Boba Dylana, vydané v červnu roku 1966 u Columbia Records. Album produkoval Bob Johnston. Časopis Rolling Stone toto album zařadil mezi 500 nejlepších alb všech dob.

## Seznam skladeb
Všechny skladby napsal Bob Dylan.
| Strana 1 | Strana 1                              | Strana 1 |
| Pořadí   | Název                                 | Délka    |
| -------- | ------------------------------------- | -------- |
| 1.       | Rainy Day Women No. 12 & 35           | 4:36     |
| 2.       | Pledging My Time                      | 3:50     |
| 3.       | Visions of Johanna                    | 7:33     |
| 4.       | One of Us Must Know (Sooner or Later) | 4:54     |

| Strana 2 | Strana 2                                            | Strana 2 |
| Pořadí   | Název                                               | Délka    |
| -------- | --------------------------------------------------- | -------- |
| 1.       | I Want You                                          | 3:07     |
| 2.       | Stuck Inside of Mobile with the Memphis Blues Again | 7:05     |
| 3.       | Leopard-Skin Pill-Box Hat                           | 3:58     |
| 4.       | Just Like a Woman                                   | 4:52     |

| Strana 3 | Strana 3                                       | Strana 3 |
| Pořadí   | Název                                          | Délka    |
| -------- | ---------------------------------------------- | -------- |
| 1.       | Most Likely You Go Your Way (And I'll Go Mine) | 3:30     |
| 2.       | Temporary Like Achilles                        | 5:02     |
| 3.       | Absolutely Sweet Marie                         | 4:57     |
| 4.       | 4th Time Around                                | 4:35     |
| 5.       | Obviously 5 Believers                          | 3:35     |

| Strana 4       | Strana 4                      | Strana 4 |
| Pořadí         | Název                         | Délka    |
| -------------- | ----------------------------- | -------- |
| 1.             | Sad Eyed Lady of the Lowlands | 11:23    |
| Celková délka: | Celková délka:                | 71:23    |

## Sestava
- Bob Dylan – zpěv, kytara, harmonika, piáno
- Paul Griffin – piáno
- Rick Danko – baskytara
- Bobby Gregg – bicí
- Robbie Robertson – kytara, zpěv
- Charlie McCoy – baskytara, harmonika, kytara, trubka
- Al Kooper – varhany, kytara
- Hargus „Pig“ Robbins – piáno, klávesy
- Bill Aikins – klávesy
- Kenneth A. Buttrey – bicí
- Joe South – kytara
- Jerry Kennedy – kytara
- Wayne Moss – kytara, zpěv
- Henry Strzelecki – baskytara
- Wayne Butler – pozoun